# Ctenitis cyclochlamys
Ctenitis cyclochlamys är en träjonväxtart som först beskrevs av Fée, och fick sitt nu gällande namn av Holtt. Ctenitis cyclochlamys ingår i släktet Ctenitis och familjen Dryopteridaceae. Inga underarter finns listade.